# Aleksander Cichoń
Aleksander Jan Cichoń est un lutteur polonais spécialiste de la lutte libre né le 9 décembre 1958 à Rzeszów.

## Biographie
Aleksander Cichoń participe aux Jeux olympiques d'été de 1980 à Moscou dans la catégorie des poids mi-lourds et remporte la médaille de bronze.